# سانچای لئون
سانچای لئون (انگلیسی: Sancha of León؛ ۱۰۱۳ – ۲۷ نوامبر ۱۰۶۷) یک ملکه همسر بود. او همسر فردیناند اول و مادر سانچوی دوم بود.